# Haglidae
Famille
Les Haglidae sont une famille fossile d'orthoptères.

## Liste des genres
Selon Orthoptera Species File :
- †Angarohaglinae Gorochov 1995
  - †Angarohagla Zherikhin, 1985
  - †Microvoliopus Gorochov
- †Bachariinae Gorochov 1988
  - †Bacharia Gorochov, 1988
  - †Paratshorkuphlebia Sharov, 1968
  - †Pseudotshorkuplebia Gorochov, 1988
  - †Sharovophlebia Gorochov, 1988
  - †Sogutophlebia Gorochov, 1988
- †Cyrtophyllitinae Zeuner 1935
  - †Archaboilus Martynov, 1937
  - †Cyrtophyllites Oppenheim, 1888
  - †Liassophyllum Zeuner, 1935
  - †Vitimoilus Gorochov, 1996
- †Haglinae Handlirsch 1906
  - †Alloma Hong, 1982
  - †Archihagla Sharov, 1968
  - †Cantohagla Gorochov, 1986
  - †Dinohagla Gorochov, 1986
  - †Dolichohagla Gorochov, 1986
  - †Dulcihagla Gorochov, 1986
  - †Euhagla Gorochov, 1986
  - †Euspilopteron Cockerell, 1915
  - †Hagla Giebel, 1856
  - †Haglomorpha Gorochov, 1986
  - †Lyrohagla Gorochov, 1986
  - †Microhagla Gorochov, 1986
  - †Modihagla Gorochov, 1986
  - †Neohagla Riek, 1955
  - †Prohagla Riek, 1954
  - †Protohagla Zeuner, 1962
  - †Protshorkuphlebia Sharov, 1968
  - †Pseudohumbertiella Handlirsch, 1906
  - †Sharovohagla Gorochov, 1986
  - †Sonohagla Gorochov, 1986
  - †Tinnihagla Gorochov, 1986
  - †Vocohagla Gorochov, 1986
  - †Yenshania Hong, 1982
- †Haglopterinae Gorochov 1986
  - †Hagloptera Gorochov, 1986
- †Isfaropterinae Martynov 1937
  - †Isfaroptera Martynov, 1937
- †Triassaginae Gorochov & Maehr 2008
  - †Eumaraga Gorochov, 1986
  - †Maragella Gorochov, 1986
  - †Paramaraga Gorochov, 1986
  - †Triassaga Gorochov & Maehr, 2008
  - †Zamaraga Gorochov, 1986
- †Tshorkuphlebiinae Martynov 1937
  - †Tshorkuphlebia Martynov, 1937
- †Voliopinae Gorochov 1986
  - †Asiovoliopus Gorochov, 1988
  - †Bacharovoliopus Gorochov, 1988
  - †Bajanchongoria Gorochov, 1988
  - †Euvoliopus Gorochov, 1986
  - †Jurovoliopus Gorochov, 1988
  - †Macrovoliopus Gorochov, 1986
  - †Melovoliopus Gorochov, 1986
  - †Mongolovoliopus Gorochov, 1988
  - †Paravoliopus Gorochov, 1986
  - †Phonovoliopus Gorochov, 1986
  - †Phyllovoliopus Gorochov, 1986
  - †Platyvoliopus Gorochov, 1986
  - †Stenovoliopus Gorochov, 1986
  - †Voliopellus Gorochov, 1986
  - †Voliopus Gorochov, 1986
  - †Zavoliopus Gorochov, 1986
  - †Zeunerophlebia Sharov, 1968
- sous-famille indéterminée
  - †Ahagla Gorochov, 2005
  - †Archaeohagla Lin, 1965
  - †Huabeius Hong, 1982
  - †Laiyangohagla Wang & Liu, 1996
  - †Mesohagla Zhang, 1996
  - †Mongolohagla Zherikhin, 1985
  - †Notopamphagopsis Cabrera, 1928
  - †Proisfaroptera Sharov, 1968
  - †Shanxius Hong, 1984
  - †Sinohagla Lin, 1965
  - †Turkestania Sharov, 1968
  - †Zhemengia Hong, 1982